# Dommeldingen

Dommeldingen in Luxemburg-Stadt

Dommeldingen (luxemburgisch Dummeldeng, französisch Dommeldange) ist ein Stadtteil im Norden von Luxemburg-Stadt. Ende 2018 lebten 2.587 Personen im Quartier. Die Fläche des Stadtteils beträgt 235 Hektar.

## Geschichte
Bis 1920 gehörte Dommeldingen noch zur damals eigenständigen Gemeinde Eich.

## Verkehr
Über den Bahnhof Dommeldange ist der Ort an das Netz der Société Nationale des Chemins de Fer Luxembourgeois angebunden. Anfang 2025 wird der Bahnübergang für den Autoverkehr geschlossen, für Fußgänger bleibt der Bahnübergang bis Ende 2025 noch geöffnet. Bis Mai 2027 soll der Bahnübergang durch eine neue Unterführung für Fußgänger und Radfahrer ersetzt werden.

## Sehenswürdigkeiten
- Schloss von 1777, Sitz der chinesischen Botschaft
- Hubertuskirche